# Georges Couthon
Georges Auguste Couthon, noto anche come Aristide Couthon (Orcet, 22 dicembre 1755 – Parigi, 28 luglio 1794), è stato un avvocato, politico e rivoluzionario francese.
Massone, fu - con Le Bas e Saint Just - uno degli uomini più vicini a Robespierre nel periodo del Terrore, molto attivo politicamente nonostante una malattia che col tempo lo rese fisicamente disabile e paraplegico. Egli condivise con l'Incorruttibile le ultime ore, finendo come questi sulla ghigliottina.

## La carriera e la malattia
Fin dalla giovinezza la salute di Couthon era debilitata, essendo afflitto da emicrania cronica e torcicollo fin da bambino in seguito a reumatismi, e soffriva di disturbi neurologici fino a perdere l'uso delle gambe in seguito, tanto da doversi spostare nelle strade di Parigi con una sedia a rotelle (ancora oggi conservata al Museo Carnavalet a Parigi): si dice che tale inabilità fosse stata causata da una notte passata nascosto in una botte piena di acqua ghiacciata per non compromettere l'onore di una donna che amava, peggiorandogli i reumatismi; probabilmente, si ammalò in realtà di meningite spinale, meningite tubercolare o forse di tabe dorsale da neurosifilide: egli sostenne con i medici che nel 1792 gli diagnosticarono una pregressa meningite, che era stata un'eccessiva attività sessuale ad avergli causato la paralisi progressiva. Aveva difficoltà a camminare già dal 1782, con debolezza e attacchi di spasticità, e divenne completamente paraplegico dal 1792. Come per la malattia alla pelle di Marat sono state formulate diverse diagnosi retrospettive. Essendo debilitato fin da giovanissimo, alcuni storici moderni hanno ipotizzato che Couthon soffrisse invece di sclerosi multipla, di mielite, di una malattia neuromuscolare.
Si laureò in giurisprudenza a Clermont-Ferrand nel 1785. Divenuto avvocato, entrò nella massoneria, segnatamente nella loggia San Maurizio dell'Oriente di Clermont l'11 dicembre 1786. Ancora oggi una loggia del Grande Oriente di Parigi porta il suo nome. Nel 1787 è nominato membro dell'Assemblea provinciale dell'Alvernia. Couthon fu pure nominato presidente nel 1790 del Tribunale civile di Clermont-Ferrand, città che gli ha dedicato una via.

## La rivoluzione

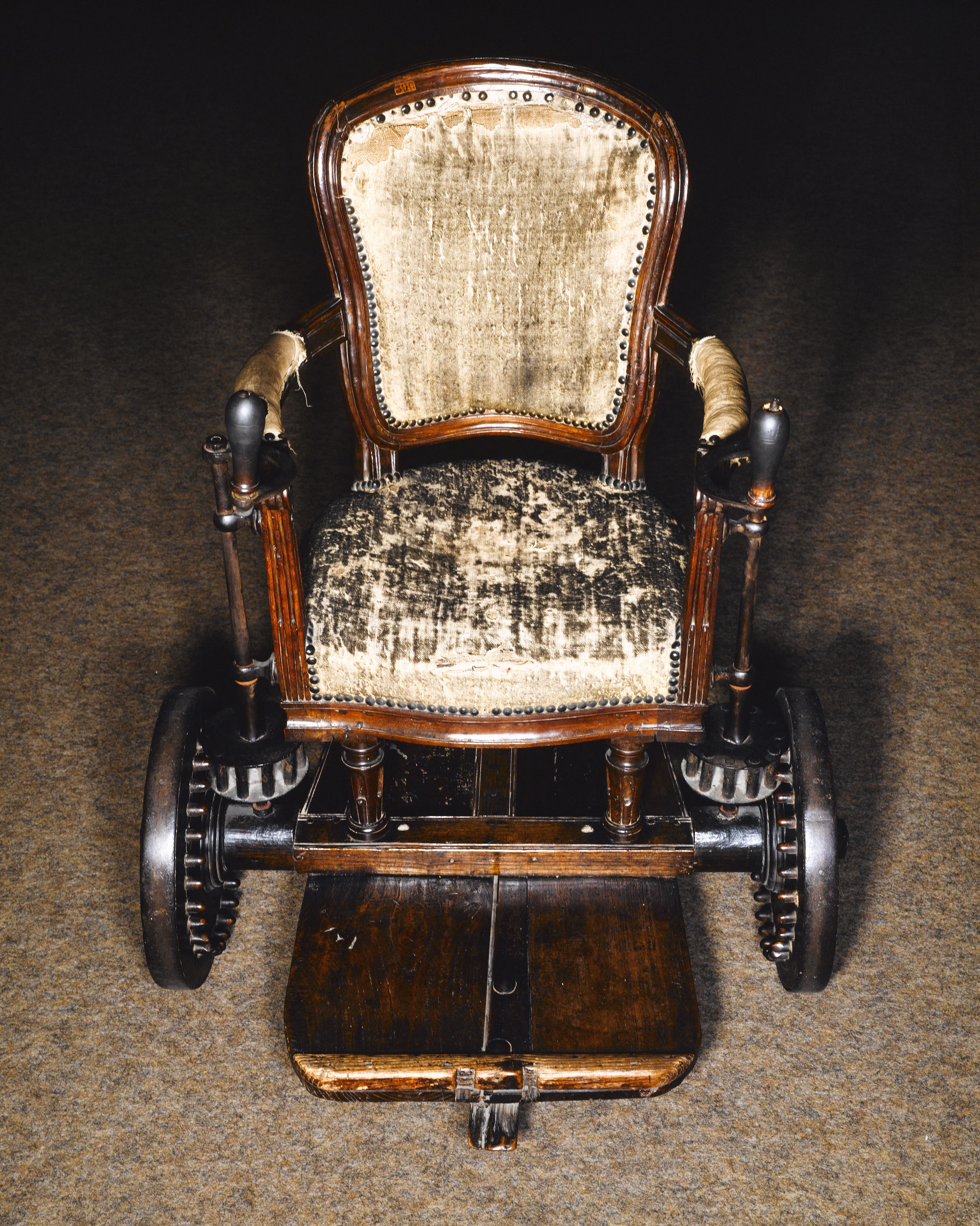
Sedia a rotelle di Couthon, modello da lui utilizzato nel 1794, oggi conservata al Museo Carnavalet; fu trovata nella reggia di Versailles ed era in origine proprietà di Maria Teresa di Savoia, moglie del conte d'Artois, il fratello minore di Luigi XVI, di salute cagionevole.

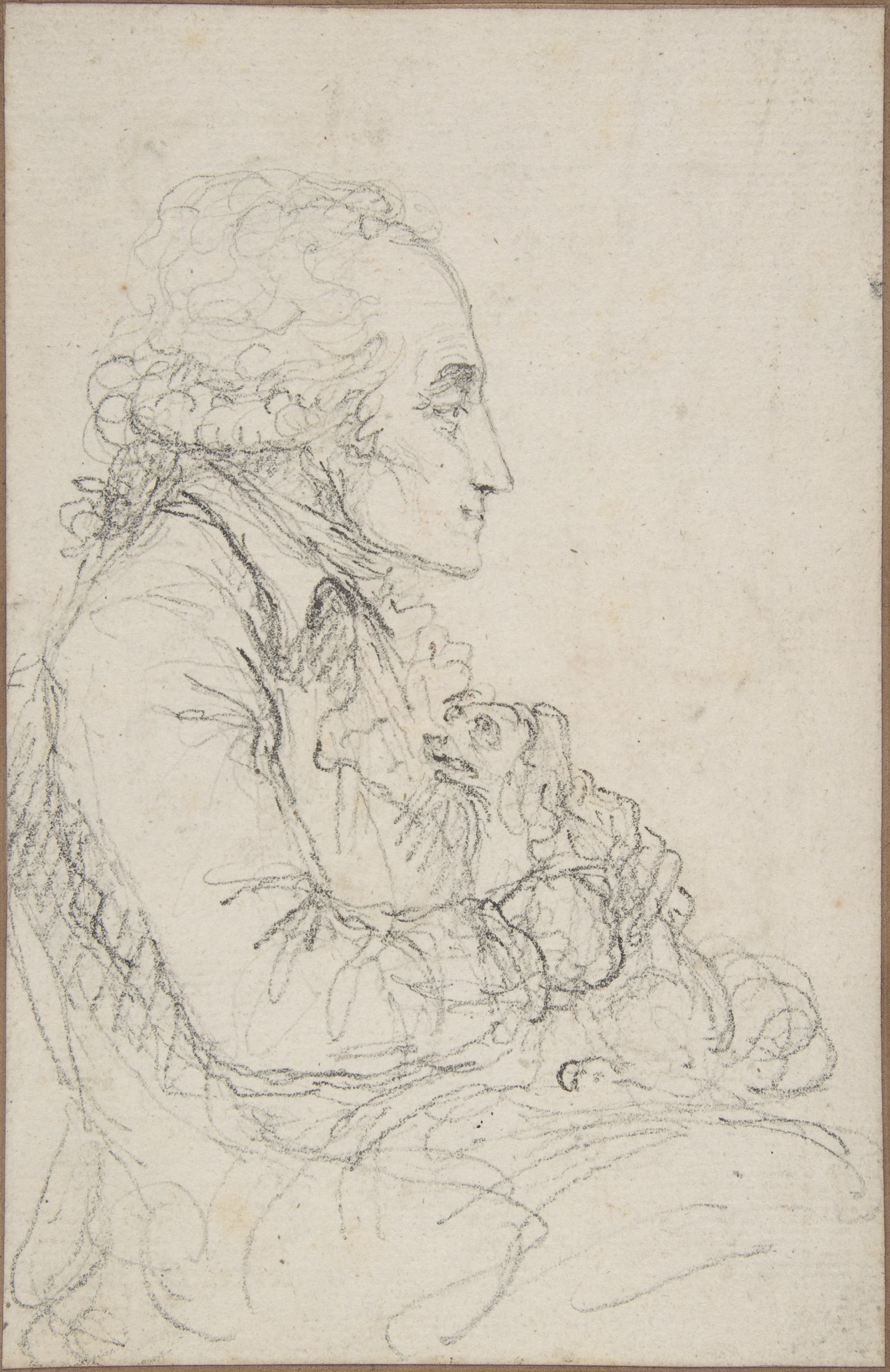
Couthon alla Convenzione nel 1793, raffigurato con un cane in braccio, disegno di Vivant Denon, Metropolitan Museum of Art.

Allo scoppiare della Rivoluzione Couthon, allora membro della municipalità di Clermont-Ferrand, pubblicò il manifesto L'Aristocrate converti, nel quale si dichiarava un liberale e un difensore della monarchia costituzionale. Egli fu eletto nel 1791 all'Assemblea Legislativa e, nel settembre del 1792, deputato della Convenzione Nazionale.
Alla Convenzione, per un certo periodo, non seppe tuttavia a quale gruppo unirsi, nemmeno la Marais. Le sue opinioni si radicalizzarono dopo la tentata fuga di Luigi XVI quando aderì al repubblicanesimo. Una visita nelle Fiandre per motivi di salute, lo avvicinò a Dumouriez, il generale girondino che poi tradirà la Repubblica fuggendo in Austria, verso il quale provava una sincera simpatia.
Il 12 ottobre 1792 pronunciò un discorso in cui si avvicinò ai Montagnardi per la prima volta, attaccando i Girondini e gli Esagerati, entrando poi in seguito nel Club dei Giacobini: 
Quando si decise come procedere nei confronti di Luigi XVI, egli votò per la condanna a morte. Couthon fu pure uno dei redattori della Costituzione del 1793.
Si legò infine a Robespierre, con il quale condivideva una serie di opinioni, in specie in materia di religione (essendo un seguace fervente del deismo appoggiò con entusiasmo l'istituzione del culto dell'Essere Supremo), e a Saint-Just. Con questi - dopo avere contribuito alla caduta dei Girondini, anzi essere stato il primo a chiederne l'arresto - formò il famoso triumvirato ufficioso nel Comitato di salute pubblica, che si accusava di aspirare alla dittatura.

## Il terrore

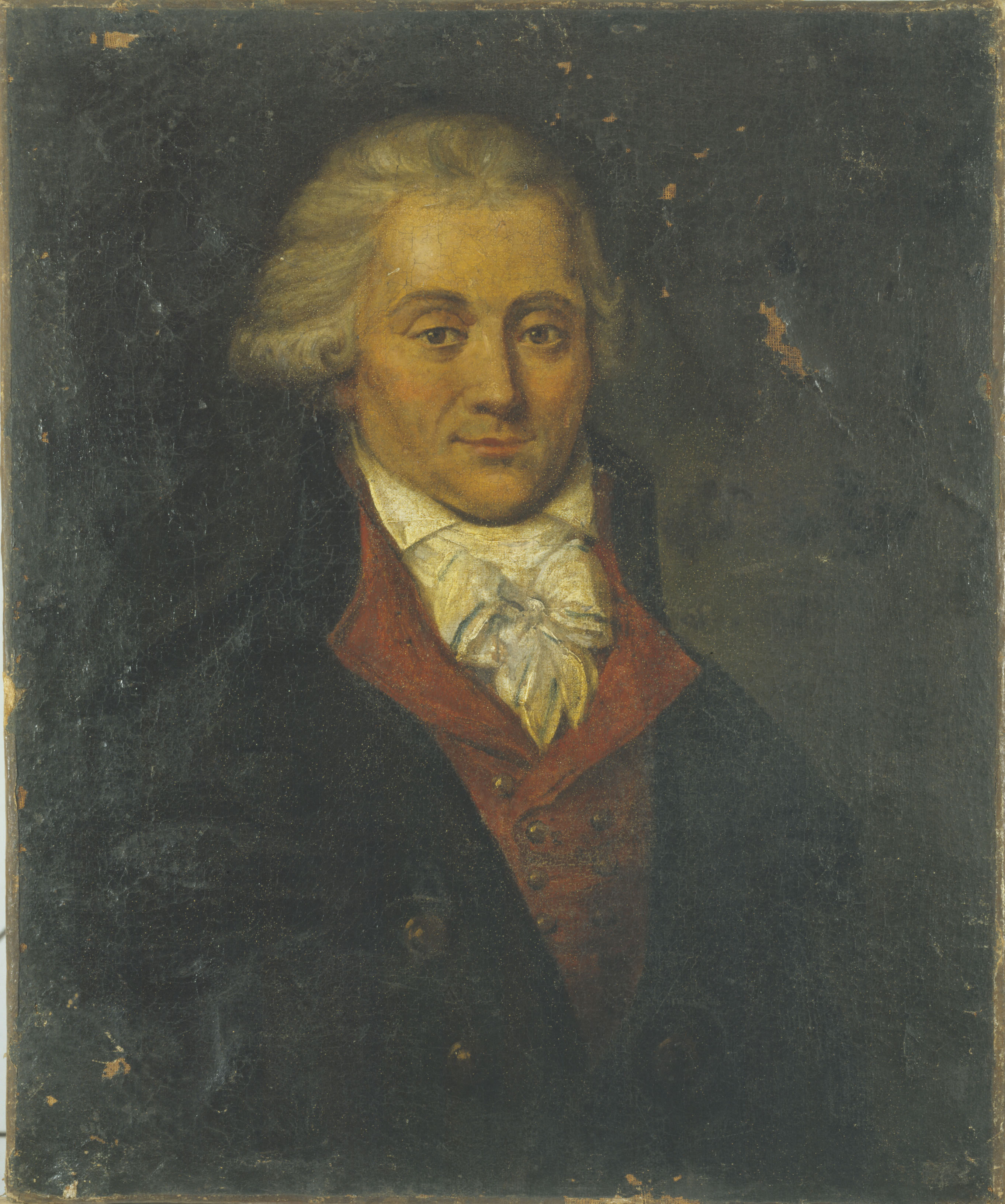
François Bonneville, Ritratto presunto di Georges Couthon al tempo della Convenzione nazionale, Parigi, Musée Carnavalet

A partire dal 10 luglio 1793, Couthon divenne membro del Comitato di Salute Pubblica, con Robespierre e Saint-Just. Couthon è inviato in missione nella natia Clermont, poi il 9 ottobre a Lione. Fu Couthon a iniziare in questa città la repressione che divenne ancora più violenta dopo che egli fu richiamato a Parigi e sostituito da Collot d'Herbois e da Fouché. Alphonse de Lamartine nella sua Storia dei girondini, tenderà a scagionare Couthon dalla repressione di Lione, sostenendo si fosse comportato equamente contenendo gli eccessi degli altri:
(Alphonse de Lamartine, Storia dei girondini)

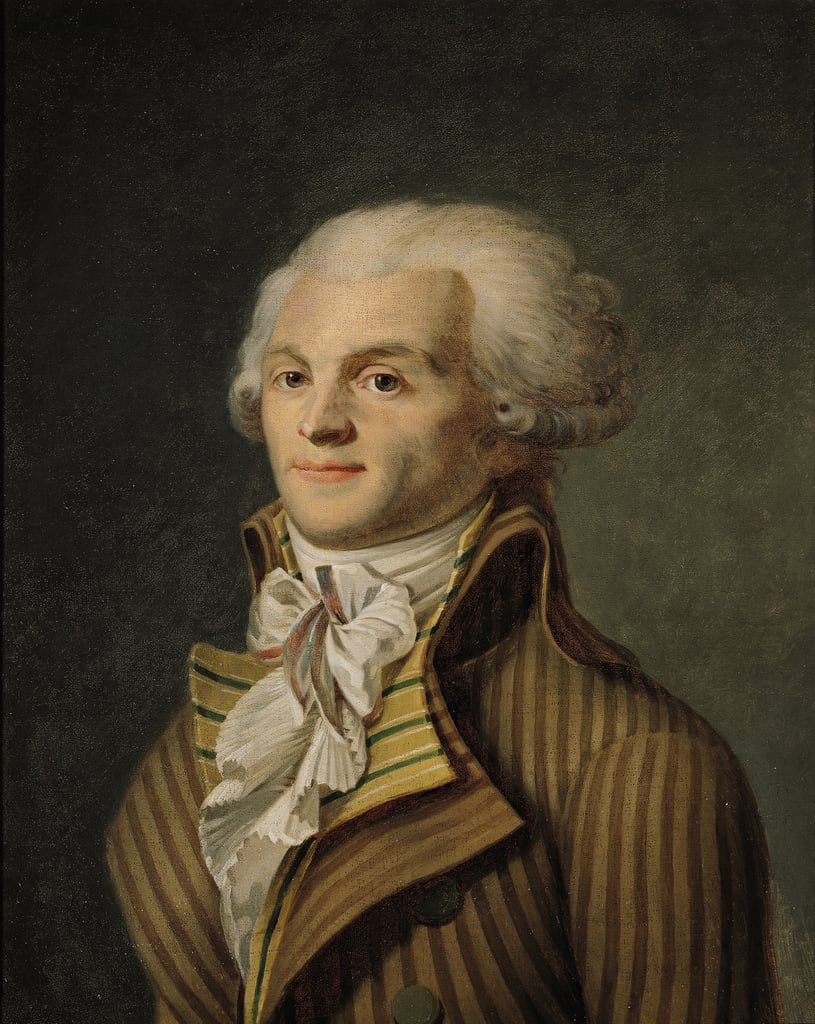
Ritratto di Robespierre

Couthon - che privatamente è ricordato come persona integra, generosa e di buon cuore - fu ideatore e relatore con Bertrand Barère della legge del 22 pratile (giugno 1794), detta del grande Terrore, che riorganizzò il Tribunale rivoluzionario togliendo le garanzie ai sospetti e sancì la pena di morte per chiunque criticava il patriottismo e metteva in pericolo la morale e i principii rivoluzionari, in quanto applicata senza l'uso dei Comitati dei decreti di Ventoso previsti da Saint-Just. Couthon aveva inizialmente suggerito prudenza a Barère e alla Convenzione nell'adozione di tale legge, chiedendo un rinvio, e giudicava il tutto "orribile ma necessario" anche Saint-Just.

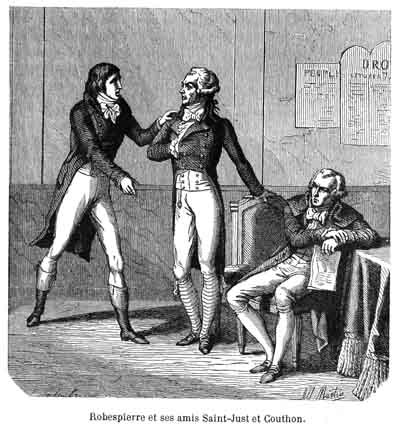
Il triumvirato: Saint-Just, Robespierre e Couthon

Egli stesso pare abbia detto che non si trattava più di punire gli avversari, ma di eliminarli, ispirato da Barère, il più intransigente dei "terroristi" secondo cui "solo i morti non tornano indietro". Couthon dichiarò alla Convenzione come relatore: «il tempo per punire i nemici del nostro paese non dovrebbe essere che il tempo di riconoscerli; si tratta più che punirli di annientarli... Non è questione di dare qualche esempio, ma di sterminare gli implacabili emissari della tirannia o di perire con la Repubblica».

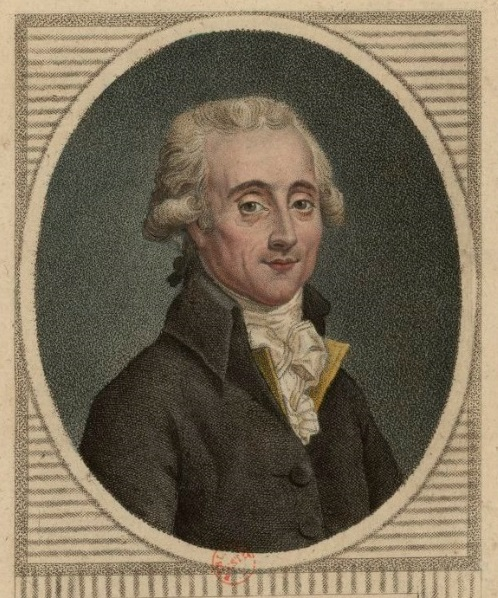
Couthon intorno al 1792

Nella seduta del 1º giugno 1793, che spazzò via i girondini, Vergniaud aveva gridato dal suo banco la celebre frase: «Portate un bicchiere di sangue, il cittadino Couthon ha sete!», e, dopo Termidoro, il gruppo robespierrista fu apostrofato da ex giacobini e oppositori come "i bevitori di sangue". Comunque, Robespierre, Saint-Just e Couthon, contrariamente alla propaganda Termidoriana, non hanno avuto alcuna parte nelle cosiddette cospirazioni delle carceri, processi sommari poi dichiarati atti criminali: esse furono interamente opera del Comitato di sicurezza generale, in collaborazione con alcuni membri del Comitato di salute pubblica che poi rovesciarono il governo, soprattutto di Bertrand Barère, che intendeva svuotare le prigioni facendo velocemente condannare più detenuti possibili dal Tribunale rivoluzionario presieduto da Fouquier-Tinville (anche lui perplesso per l'eliminazione della difesa), una sorta di versione legale dei massacri di settembre, in quanto si riteneva che i detenuti complottassero una ribellione in prigione.

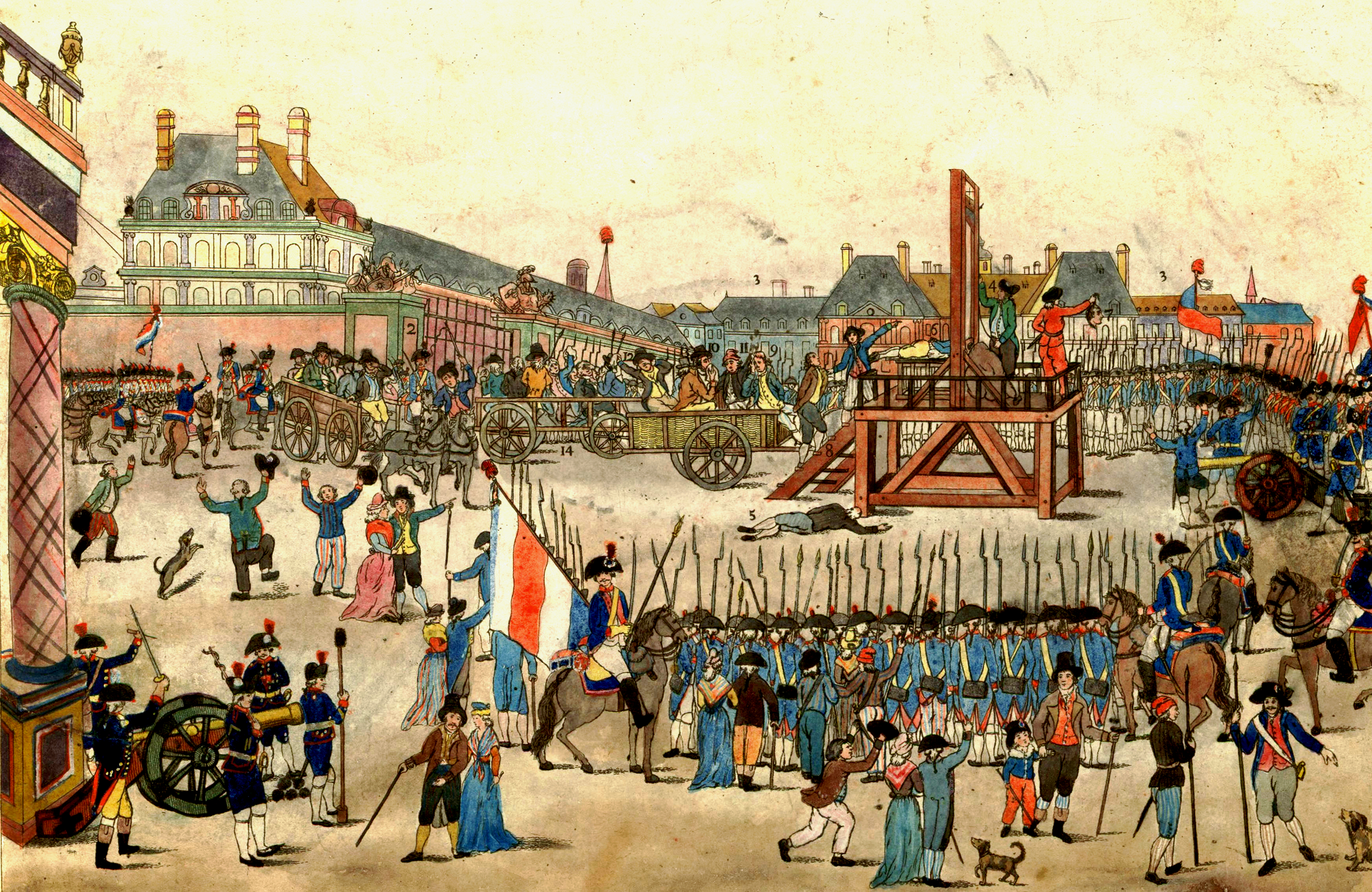
L’esecuzione di Robespierre e del suo gruppo: Couthon è sulla ghigliottina.

Couthon fu con Saint-Just e con Le-Bas uno dei pochi deputati della Convenzione che rimasero fedeli a Robespierre il giorno del colpo di Stato del 9 termidoro, condividendone le ultime ore asserragliati nell'Hotel de Ville il 27 luglio, fino alla condanna a morte per ghigliottina del gruppo giacobino robespierrista, eseguita il 10 termidoro (28 luglio 1794; 22 persone, poi 83 nei due giorni seguenti). Fu portato a braccia alla ghigliottina non potendo camminare e salire sul patibolo. L'esecuzione fu rinviata di quindici minuti, poiché il boia non riuscì a posizionarlo in quanto Couthoun fu colpito da dolorosi spasmi muscolari agli arti.

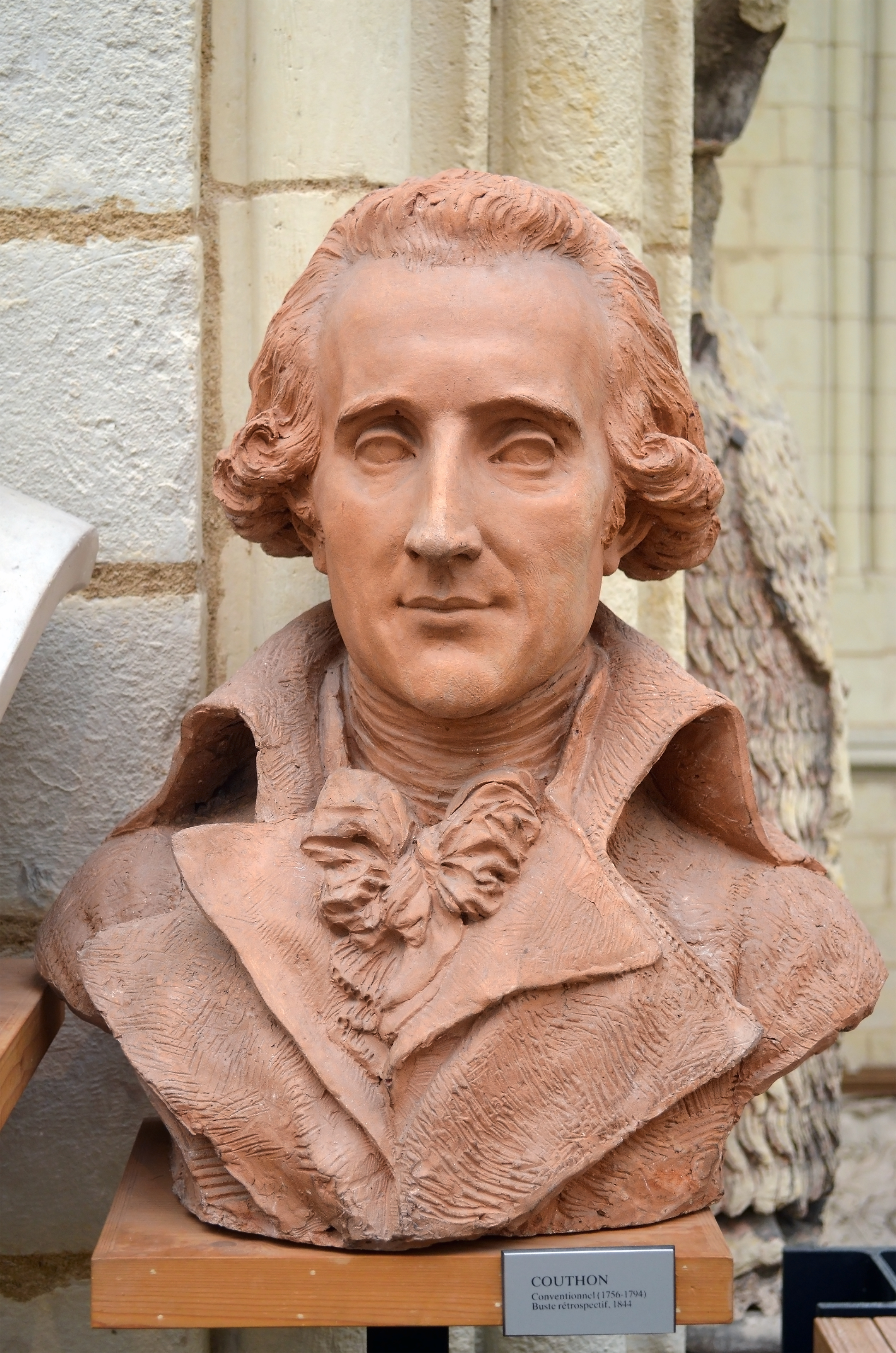
Busto di Couthon realizzato nel 1844 da David d'Angers

Anche Augustin de Robespierre, dopo un tentativo di suicidio o fuga, e Maximilien de Robespierre (non è chiaro se l'Incorruttibile avesse tentato di spararsi, anche accidentalmente, o fosse stato colpito) erano stati entrambi gravemente feriti nel colpo di Stato; per cui tutti e tre furono sorretti dai gendarmi fino alla ghigliottina, mentre Le Bas era invece riuscito a suicidarsi con la pistola precedente. Nessuno di loro fu processato ma solo condannato dopo un formale riconoscimento effettuato dai giudici, su ordine diretto della Convenzione termidoriana che li dichiarò fuorilegge. Il suo corpo venne gettato in una fossa comune del Cimitero degli Errancis, come per gli altri ghigliottinati, e poi probabilmente nelle catacombe di Parigi. 
A suo figlio maggiore fu cambiato il cognome facendogli assumere quello della nonna materna, così come il fratello assunse un altro nome per timore di ritorsioni. Alla vedova fu in seguito concessa una pensione dalla Convenzione nel 1795. Diverse strade portano oggi il suo nome in Francia.

## Cultura di massa
Georges Couthon è stato interpretato da Tadeusz Huk nel film Danton (1983) e da Bruce Myers nella miniserie televisiva La rivoluzione francese (1989).